# John Fitzpatrick
John Fitzpatrick (Birmingham, 9 giugno 1943) è un pilota automobilistico britannico, dedicatosi con successo alle competizioni per vetture Turismo, Gran Turismo e Sport dal 1963 al 1983.
Attualmente (2010) svolge attività di consulente nel settore automobilistico, occupandosi di organizzazione di eventi e gestione di piloti. Occasionalmente partecipa a competizioni per vetture storiche.

## Carriera
Figlio di un costruttore di autocarri refrigerati, si sarebbe dovuto occupare dell'azienda di famiglia. Durante l'adolescenza un infortunio al braccio di una certa entità pose termine alla sua carriera di golfista e così il padre gli regalò una Mini 850 per il suo diciassettesimo compleanno, dando il via alla carriera automobilistica di John. Iscrittosi allo Shenston Motor Club, prima del 1962 partecipò ad alcuni rally amatoriali, seguiti da alcune competizioni in circuito. Nel 1963 vinse il BRSCC 500 Club Championship, dopodiché ottenne un contratto con la Cooper grazie all'intercessione di John Whitmore, pilota ufficiale Mini-Cooper, che gli aveva fatto effettuare delle prove con la sua squadra.
Con la Mini Cooper ufficiale, Fitzpatrick arrivò secondo nel British Saloon Car Championship 1964 alle spalle di Jim Clark. L'anno seguente passa alla Ford e inizia a vincere con diverse varianti della Ford Escort, vincendo il campionato nel 1966  e intervallando il rapporto con la filiale tedesca della Casa americana con alcune partecipazioni alla guida della Porsche 911 o di vetture sport Ferrari. Dopo vari passaggi di squadra, tra cui quelle del tedesco Georg Loos e dell'americano Dick Barbour, Fitzpatrick comprò nel 1981 una Kremer-Porsche 935 K3 e fondò la sua squadra, ottenendo negli Stati Uniti due vittorie, un secondo, due terzi posti e un quarto posto. In seguito continuò ad avere stretti rapporti con la Kremer Racing, di cui utilizzò la 935 K4, oltre alla già citata K3, e affiancò a queste una delle due sole 935/78-81 create dal Joest Racing. In seguito acquistò una Porsche 956, diventando uno degli innumerevoli clienti della vincente Gruppo C tedesca.
Dopo la vittoria a Brands Hatch nel 1983, John Fitzpatrick si ritirò dalle corse a fine campionato. Il fattore decisivo è stata probabilmente la morte di Rolf Stommelen il 24 aprile 1983, avvenuta in un incidente con una vettura del team Fitzpatrick. Fino al 1986, Fitzpatrick era ancora direttore del John Fitzpatrick Racing e in seguito allora rimase nell'ambiente automobilistico, rivestendo tra l'altro la carica di Director and Club Secretary dei "British Racing Driver Clubs" dal 1992 al 2000.

## Risultati sportivi
Durante la sua carriera durata 21 anni Fitzpatrick ha vinto i seguenti campionati:
- 1963 – BRSCC 500 Club Champion (British Saloon Car Championship)
- 1966 – BRSCC Champion
- 1972 – Campionato Europeo Gran Turismo e Porsche-Cup
- 1974 – Campionato Europeo Gran Turismo e Porsche-Cup
- 1980 – Campionato IMSA e Porsche-Cup

e inoltre ha fatto sue alcune competizioni di rilievo internazionale, tra cui:
- 1976 - 24 Ore di Daytona e 1000 km di Bathurst
- 1980 - 12 Ore di Sebring
- 1983 - 1000 km di Brands Hatch

## Risultati alla 24 Ore di Le-Mans
| Anno | Squadra                    | Vettura                     | Copiloti                                       | Risultato         | Note            |
| ---- | -------------------------- | --------------------------- | ---------------------------------------------- | ----------------- | --------------- |
| 1972 | Porsche Kremer Racing      | Porsche 911S                | Erwin Kremer Juan Carlos Bolaños               | Ritirato          | Albero a gomiti |
| 1973 | Ford Motorenwerke          | Ford Capri RS               | Dieter Glemser Hans Heyer                      | Ritirato          | Albero a gomiti |
| 1975 | Gelo Racing Team           | Porsche 911 Carrera RSR     | Gijs van Lennep Manfred Schurti Toine Hezemans | 5º                |                 |
| 1976 | Hermetite Productions Ltd. | BMW 3.0 CSL                 | Tom Walkinshaw                                 | Ritirato          | incendio        |
| 1977 | Porsche Kremer Racing      | Porsche 935K2               | Guy Edwards Nick Faure                         | Ritirato          | Motore rotto    |
| 1978 | Weisberg Gelo Racing       | Porsche 935/77              | Klaus Ludwig Toine Hezemans                    | Ritirato          | Testata rotta   |
| 1979 | Gelo Racing Sportswear     | Porsche 935                 | Jean-Louis Lafosse Harald Grohs                | Ritirato          | Motore rotto    |
| 1980 | Dick Barbour Racing        | Porsche 935K3               | Brian Redman Dick Barbour                      | 5º                |                 |
| 1982 | John Fitzpatrick Racing    | Porsche 935/78-81 Moby Dick | David Hobbs                                    | 4º (1º di classe) |                 |
| 1983 | John Fitzpatrick Racing    | Porsche 956                 | Guy Edwards Rupert Keegan                      | 5º                |                 |